# 学習共同体河浜塾
学習共同体河浜塾（がくしゅうきょうどうたいかわはまじゅく）は、広島県広島市佐伯区に本部を置く、学習塾の運営及びその他の教育関連事業を扱う企業である。
会社名は広島カルチャーストック（代表取締役：河浜一也）。広島市佐伯区八幡4丁目14番23号に、学習塾の多教場運営機能と教育コンテンツの展開および学習塾の指導教室としての機能を持つ「本部八幡校」を置き、これを本社としている。現在、西は広島市佐伯区から東は東広島市高屋町までの教室を持ち、複数の生徒に1対多で教室での指導を行う一斉指導教室と1対1や1対2での指導を基本とする個別指導教室を展開している。
2008年に発刊された「迷った時の塾選び広島」（高遠信次著・南々社）では、広島県を代表する5塾のうちの1つとして、熱血型の塾に分類されている。また、1994年から2011年まで、広島テレビ放送の「公立高校入試解答ダイジェスト」を担当した。また、社会見学や理科実験がある。
1982年創立、1985年法人設立。2017年に創立35周年を迎えた。

## 概要
- 社名：有限会社広島カルチャーストック
- 塾名：学習共同体河浜塾
- 本部所在地：広島県広島市佐伯区八幡4丁目14番23号
- 創立：1982年（昭和57年）9月3日
- 会社設立：1985年（昭和60年）10月1日
- 資本金：20,000,000円
- 従業員：正社員25名・非常勤社員65名
- 代表取締役：河浜一也

## 教室

### 一斉指導教室
- 本部八幡校
- 五日市中央教室
- 矢野教室
- 学習共同体上中学院「戸坂教室」

### 個別指導教室
- 祇園西原教室
- 東原教室
- 口田校
- 学習共同体上中学院「戸坂教室」

### 少人数指導教室
- 安教室（代表・藤原淳吾）
  - 他に数教室をプロデュース、または援助中

## 出演
- 1989年～1992年 公立高校入試解答速報（広島ホームテレビ）
- 1994年～2011年　公立高校入試解答ダイジェスト（広島テレビ）
- 2014年8月～　高校入試丸見えラジオ（FMはつかいち・毎年8月～10月の季節番組・毎週火曜日17:00 - ）
- 2021年～　ずばり解説・高校入試解答速報(テレビ新広島）  など

## 所属
- 広島私塾連盟（この塾の代表河浜が特別顧問）
- 全日本私塾教育ネットワーク（この塾の代表河浜が副理事長）
- 公益社団法人全国学習塾協会
- NPO法人教育サポート広島（この塾の代表河浜が副理事長）
- NPO法人進学支援ネットワーク安佐北・安佐南
- NPO法人安芸ソーシャルサポートの会（この塾の代表河浜が理事）
- 塾教育研究会